# Запис храст на Караули јужни (Бресје)
Запис храст на Караули јужни (Бресје) се налази на парцели чији је власник Месна заједница Бресје.

## Локација
| Општина             | Свилајнац                                                                   |
| Катастарска општина | Бресје                                                                      |
| Потес               | Караула                                                                     |
| Координате          | 44° 08′ 22″ С; 21° 13′ 49″ И / 44.139400000000002° С; 21.230399999999999° И |
| Надморска висина    | 257m                                                                        |

## Карактеристике
Дендрометријске вредности утврђене на терену и сателитским снимцима:
| Стабло                     | Храст |
| Висина стабла              | m     |
| Обим дебла                 | m     |
| Пречник крошње             | 18m   |
| Пречник дебла              | m     |
| Висина дебла до прве гране | m     |

## База записа
Запис је у оквиру Викимедија пројекта "Запис - Свето дрво" заведен под редним бројем 0694.